# 山下智弘
山下 智弘（やました ともひろ、1974年4月12日 - ）は、日本の実業家。リノベる株式会社創業者 代表取締役社長。

## 概要
奈良県出身。大阪府立香里丘高等学校、近畿大学理工学部卒業。中学、高校、大学とラグビーに明け暮れる。大学卒業後、リコージャパン株式会社に入社。社会人ラグビーに所属しながら、建築の面白さを知る。その際に、建築・建設業に携わる中で、建てては壊す「スクラップ＆ビルド」を繰り返す日本の現状を目の当たりにして「自由な空間をもっと手に入れられるような世の中をつくろう」と独立を決意。
1998年に専門商社に入社し、ゼネコン等への出向を通じて数々のマンション建設に従事し、デザイン事務所・不動産・家具職人・大工などを経て、2002年にデザイン事務所field設立。2004年に、大阪の南堀江に株式会社esを設立し代表取締役に就任。 その過程で、デザイン事務所・家具工房・インテリアショップ・レストラン・農場運営まで行い、野菜・家具から空間まですべて手作りで作り出す。
2010年に拠点を東京に移し、中古住宅購入とリノベーションをワンストップで行うリノベる株式会社 を設立し、代表取締役へと就任。同年には、一般社団法人リノベーション住宅推進協議会理事に就任。「日本の暮らしを、世界で一番、かしこく素敵に。」というミッションのもと、日本の資産ともいえる中古マンションのリノベーション事業を急成長させている。現在は、スマートホーム提案、一棟マンションのリノベーション・コンバージョン（用途変更）事業として 都市創造事業、テクノロジーを活用したリノベーション・プラットフォームを構築している。2020年4月には、「テクノロジーで人々の暮らしを豊かにする。」をミッションとした一般社団法人LIVING TECH協会 の代表理事に就任。
2019年にグロービス経営大学院が運営する「あすか会議」へ登壇。2021年6月にはビジネスブレイクスルー大学が運営する「大前研一×PRESIDENT エグゼクティブセミナー」に登壇した。近年は母校の近畿大学が主催する KINDAIサミット への登壇を行い、同ADVISORY BOARD としても活動中。
企業経営の傍ら現在もタッチラグビーを行う。2019年にはタッチラグビーワールドカップの男子40歳以上の部で日本代表として銅メダルを獲得。タッチラグビー日本代表キャップ保有数８。

## 略歴
- 1997年　近畿大学理工学部 卒業
- 1997年　実業団ラグビーチームへ所属
- 1998年　専門商社 入社、ゼネコン等への出向を通じて数々のマンション建設に従事
- 2000年　有限会社東西新風堂 入社
- 2002年　デザイン事務所field 設立
- 2004年　株式会社es 設立（代表取締役）
- 2010年　リノベる株式会社 設立（代表取締役）
- 2010年　一般社団法人リノベーション住宅推進協議会（現：一般社団法人リノベーション協議会） 理事 就任
- 2015年　一般社団法人熱意ある地方創生ベンチャー連合 理事 就任[5]
- 2020年　一般社団法人 LIVING TECH 協会代表 理事 就任

## テレビ出演
- 日経スペシャル カンブリア宮殿 空き家が毎年60万戸増える時代に、理想の我が家を手に入れる。中古住宅革命の全貌！（2018年9月13日、テレビ東京）[6]

## 著書
- 『「明るいバカ」が最高のチームを創る』日経BP 2015年1月13日 ISBN 9784822277772
- 『リノベーションのススメ』住宅新報社 2012年8月1日 ISBN 9784789234948